# 特雷维尼奥大镇
特雷维尼奥大镇，是西班牙卡斯蒂利亚-莱昂布尔戈斯省的一个市镇。总面积21平方公里，总人口113人（2001年），人口密度5人/平方公里。